# Michael Ben David
Michael Ben David (en hebreo: מיכאל בן דוד‎, pronunciado Mijael ben David; Ascalón, 26 de julio de 1996) es un cantante israelí que representó a Israel en el Festival de la Canción de Eurovisión 2022 con la canción "I.M", no clasificándose para el evento final al caer en semifinales. Ganó la cuarta temporada de "X Factor Israel", el concurso previo a Eurovisión.

## Biografía
Michael Ben David nació en Ascalón fruto de la relación de su madre, de ascendencia ruso-ucraniana, y su padre, de ascendencia georgiana, siendo el segundo hijo de los cinco que tuvo la pareja. El artista creció y fue educado en Petaj Tikva.
En su adolescencia, sus compañeros de clase le acosaban continuamente y se reían de él por su voz aguda. Aun así, se negó a decirle a su madre el abuso que sufría en la escuela porque no quería preocuparla. Luego, en sexto curso, se mudó al internado Green Village.
Salió del armario ante su madre como homosexual a los 16 años, poco antes de su Baal teshuva (conversión). Más tarde, Ben David realizó su servicio militar en una unidad clasificada en el Ministerio de Defensa y luego comenzó a estudiar actuación en Beit Zvi.
En 2021, durante las audiciones de "The X Factor Israel", interpretó las canciones "Juice" y "Mother", y se clasificó para la siguiente fase. En la fase de las sillas, interpretó "California Dreamin'" de The Mamas & the Papas, recibiendo una silla en el equipo masculino de Netta Barzilai, miembro del jurado del programa, y llegó a la final. El 30 de enero de 2022, se anunció que las dos canciones que interpretaría en la preselección para Eurovisión serían "I.M" y "Don't".
El 3 de febrero de 2022, los jueces del programa "X Factor", el comité profesional de la Corporación de Radiodifusión de Israel y la audiencia eligieron "I.M" como la canción candidata de Michael para competir en la final previa a Eurovisión. Así, interpretó el tema el 5 de febrero y consiguió representar a Israel en el Festival de la Canción de Eurovisión 2022. Israel ocupó el puesto 13 en la semifinal y no logró clasificarse para la gran final.